# 2128-as mellékút (Magyarország)
A 2128-as számú mellékút egy négy számjegyű mellékút Nógrád vármegyében, a Cserhát déli peremvidékén.

## Nyomvonala
Szarvasgede északi részén ágazik ki a 2129-es útból, kevéssel annak 27. kilométere előtt. 5 kilométer után éri el Csécse központját, ahol kevéssel az ötödik kilométerének elérése előtt ágazik ki kelet felé a 2127-es út. A 9. kilométernél éri el Ecseg központját; szintén kevéssel a kilencedik kilométere előtt ágazik ki belőle a 2126-os út északkelet felé. Kozárd a következő települése, körülbelül a 11. kilométerénél, majd a falu északi külterületein, a 2122-es útba csatlakozva ér véget, annak 21+900-as kilométerszelvénye közelében.